# Puppiden-Veliden
Die Puppiden-Veliden sind ein Meteorstrom, welcher eine ZHR von 10 Meteoren pro Stunde besitzt. Während des Aktivitätszeitraumes verlagert sich der Radiant vom Sternbild Achterdeck des Schiffs (Puppis) in das Sternbild Segel des Schiffs (Vela). Der Radiant setzt sich aus mehreren Sub-Radianten zusammen, welche sich sehr nah zueinander befinden.
Die Puppiden-Veliden sind von Mitteleuropa aus nicht beobachtbar.